# Carolina Andújar
Carolina Andújar Córdoba (Cali, Colombia) es una escritora colombiana de literatura gótica.

## Biografía
Carolina Andújar Córdoba posee nacionalidad colombiana y húngara. Su madre es colombiana y su padre, nacido en Colombia, es hijo de húngaros. Desde pequeña viajó a lugares como Indonesia o Italia junto a su familia, lo que influiría posteriormente en su carrera como escritora. Ha trabajado para el departamento de bioquímica de la Universidad de California en Santa Bárbara, y ha escrito y dirigido teatro y cortos cinematográficos para las compañías Hail to the Piece y Multicultural Drama Company. 
En 2008, cuando finalizaba su especialización en homeopatía clásica, escribió su primera obra, Vampyr, que luego sería publicada por la Editorial Norma y reeditada en 2016 siendo ahora la primera entrega de la saga Carmina Nocturna (Canciones de la Noche, en latín). Toda su obra se encuentra en la editorial Penguin Random House en la actualidad.

## Publicaciones
Serie Carmina Nocturna
1. Vampyr (2009)
2. Vajda, Príncipe Inmortal (2012)
3. Pie de Bruja (2014)
4. La Familia Maldita (abril 23 de 2022)

Otras obras
- La princesa y el mago sombrío (2013)
- El despertar de la sirena (2016)
- C.A.L.I. (2019)